# I'm Real (James Brown)
I'm Real è il cinquantasettesimo album in studio del cantante statunitense James Brown, pubblicato nel 1988.

## Tracce
1. Tribute (Full Force) – 0:22
2. I'm Real – 5:33
3. Static (Part 1 & 2) – 4:51
4. Time to Get Busy – 5:15
5. You and Me – 4:36
6. Interview – 0:46
7. She Looks All Types A' Good – 5:22
8. Keep Keepin' – 5:28
9. Can't Git Enuf – 4:43
10. It's Your Money $ – 5:35
11. Godfather Runnin' the Joint (Full Force) – 2:31